# キンティンスヒル鉄道事故
キンティンスヒル鉄道事故（キンティンスヒルてつどうじこ、英語: Quintinshill rail disaster）は、イギリス・スコットランド・ダンフリースシャーのグレトナ・グリーン近郊にあるキンティンスヒル（クィンティンズヒル）信号場で1915年5月22日に発生した列車の多重衝突事故である。200人以上が死亡し、イギリスの鉄道史上最悪の事故となった。
キンティンスヒル信号場は、グラスゴーとカーライルを結ぶカレドニアン本線（現在はウェスト・コースト本線の一部）にあり、本線の両側に2本の待避線を備えていた。事故当時、待避線は2本とも貨物列車が入線しており、旅客の普通列車が南行（上り）の本線上に待機していた。最初の事故では、ラーバート発リヴァプール行きの南行（上り）の兵員輸送列車が、停車中の普通列車に衝突した。その1分後、最初の事故の残骸に、ロンドン・ユーストン駅発グラスゴー行きの北行（下り）急行寝台列車が衝突した。兵員輸送列車に使われていた古い木造客車に備えられていたピンチガスを利用した照明装置から漏れたガスに引火し、事故に巻き込まれた5本の列車すべてがすぐに炎上した。
兵員輸送列車に乗車していた兵士たちは、およそ半分が生き残った。死亡したのは主に、ガリポリの戦いへと向かう途中であった国防義勇部隊のロイヤル・スコッツ連隊第1/7大隊（リース）の兵士たちであった。火災で完全に焼けてしまって回収できなかった遺体もあり、また部隊の兵員一覧表も火災で焼けてしまったため、正確な死者数は確定されなかった。公式の死者数は227人で、うち215人が兵士、9人が旅客、3人が鉄道員であったが、のちに陸軍は兵士の死者数を1人減らしている。227人に含まれていないのは、子供だと思われる4人の死者であるが、心当たりがあると名乗り出るものがなく、身元は確認されなかった。兵士たちはエディンバラのローズバンク墓地で一緒に集団埋葬され、ここで毎年追悼礼拝が行われる。
公式事故調査は、1915年6月17日に完了して商務庁に対して提出され、2人の信号扱い手の規定違反が衝突の原因であるとした。2本とも待避線が埋まっているときに、遅れて走っていた北行（下り）の急行寝台列車が追い抜きできるようにするため、北行（下り）の普通列車を退行させて、南行（上り）の本線に移していた。しかしこの普通列車の存在を忘れてしまい、南行（上り）の兵員輸送列車の通過を許可してしまった。この結果、2人の信号扱い手はイングランドにおいて故殺罪（過失致死罪）で起訴され、続いてスコットランドでの裁判において過失致死罪で有罪となった。イングランドとスコットランドの刑法の考え方は異なるが、どちらでもおおむね同じ罪である。1916年にスコットランドの刑務所から釈放され、再びカレドニアン鉄道に雇用されたが、信号扱い以外の職場に配置された。

## 背景

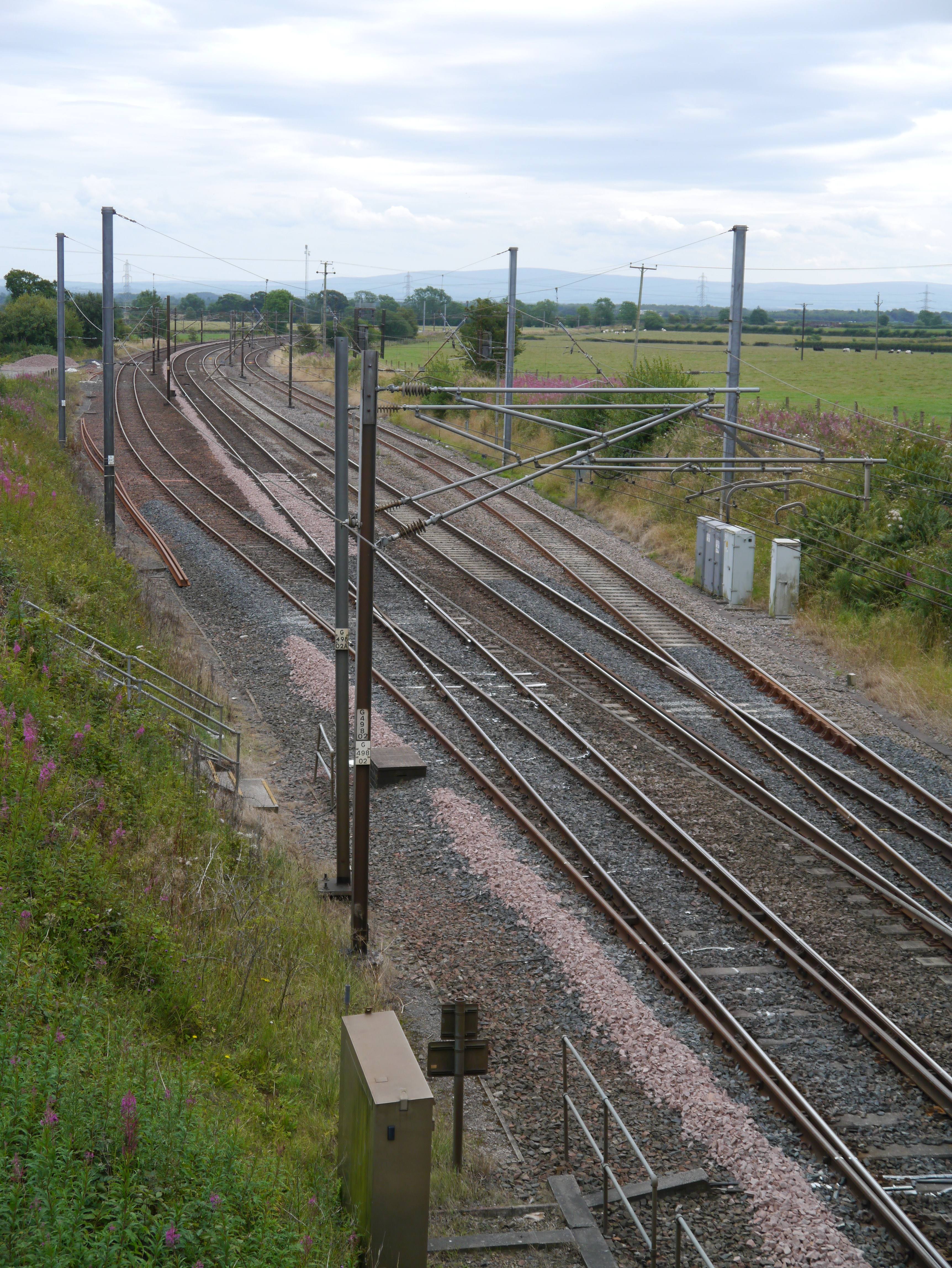
2014年に撮影された事故現場、左から右へ上り待避線、上り本線、下り本線、下り待避線、最初の事故は上り本線で発生した、信号扱所は当時、上り待避線の外側にあった

事故が起きたのは、カレドニアン鉄道の複線の本線の両側それぞれに待避線がある、キンティンスヒル信号場である。駅からは離れた位置に存在していた。この区間はカーライルとグラスゴーの間にあり、イギリスの鉄道用語では上り（南行）がカーライル行き、下り（北行）がグラスゴー行きである。
イギリス陸地測量部（オードナンス・サーベイ）の1859年の2500分の1地図には、信号場の約0.5マイル（約800メートル）南南東にキンティンスヒルという名前の家がある。最寄りの集落は、信号場の1.5マイル（約2.4キロメートル）南にあるグレトナで、ここがイングランドとスコットランドの国境のスコットランド側にあたる。
キンティンスヒル信号場の責任者は、グレトナ駅の駅長であり、事故当時はアレクサンダー・ソーバーン (Alexander Thorburn) であった。信号場の信号扱所には1人の信号扱い手が詰めており、交代制で勤務していた。毎朝、夜勤の信号扱い手は6時に早番の信号扱い手に交代していた。事故当日は、夜勤の信号扱い手はジョージ・ミーキン (George Meakin) で、早番の信号扱い手はジェームズ・ティンズリー (James Tinsley) であった。
事故当時、この区間を運転する下り列車は2本のロンドン発グラスゴー行き夜行急行列車とカーライル発ビートック行き普通列車であった。通常はこの下り普通列車は、キンティンスヒル信号場で待避することはなかったが、この夜行急行列車のどちらかが遅れて走っていた場合には、規定上どこかの中間駅や信号場で待避することもあった。事故の当時そうであったように、待避線が2本とも埋まっていた場合には、下り普通列車は上りの本線に待避することになっていた。この方法は好ましいやり方とは言えなかったが、適切な注意を払っていれば危険というわけではなかった。この普通列車がキンティンスヒル信号場で過去に待避した21回のうち、上り本線に待避したのは4回であった。

## 事故

### 事故以前の列車の動き

事故に至る一連の出来事を示したアニメーション

事故が起きたのは5月22日の朝であった。下りの待避線には、カーライル発の貨物列車が4時50分に到着した。この朝、下り夜行急行列車が遅れており、下り普通列車はキンティンスヒルで待避することになった。上り列車もこの信号場のある区間を2本通過することになっており、1本は空車の石炭車で編成された臨時貨物列車で、もう1本は臨時兵員輸送列車であった。
下り待避線は既に貨物列車が入っていたので、夜勤の信号扱い手だったミーキンは普通列車を上り本線に移すことにした。勤務交代時刻より遅れて6時30分頃に早番の信号扱い手ティンズリーが、この普通列車に乗車してやってきた。6時34分、上り待避線に石炭車の貨物列車が到着して停車したことを受けて、どちらかの信号扱い手（どちらであるかは事故後に確定できなかった）が上り側にあるカークパトリックの信号扱所に対して、列車が駅間から出たことを伝える電鈴を鳴らした。この後、信号扱いに2つの致命的な誤りが起きた。
待避中の貨物列車の車掌たちは信号扱所へ入っていき、当時進行中であった第一次世界大戦のことについて、信号扱い手のミーキンやティンズリーたちと話し始めた。普通列車が本線上に停車して3分以上が経過したため、規定55に従って、普通列車の機関士は機関助士のジョージ・ハッチンソン (George Hutchinson) を信号扱所へ送った。ハッチンソンは6時46分に出たが、規定55で定められた通りの仕事をせずに戻ってきた。
6時38分に1本目の下り急行列車がカーライル方面から来て、キンティンスヒル信号場を通過していった。6時42分にカークパトリックの信号扱所から、上りの兵員輸送列車の出発要求がティンズリーに対して届いた。ティンズリーはただちにこの出発要求を承認し、さらに4分後にグレトナ・ジャンクションから2本目の下り急行列車の出発要求が来た。ティンズリーは、6時47分にカークパトリックから送られてきた、兵員輸送列車が駅間に進入したことを知らせる通知を受けて、さらにグレトナ・ジャンクションに対して兵員輸送列車の進入要求を出したが、この間、上り本線に普通列車が停車したままであることをすっかり忘れてしまっていた。グレトナ・ジャンクションに対する出発要求はすぐに承認されたため、ティンズリーは上りの場内信号機を「進行」に切り替えて、兵員輸送列車の進入を許可した。

### 衝突
6時49分、上り本線上に停車していた普通列車に兵員輸送列車が衝突した。1分少し後に、2本目の急行列車がやってきて最初の事故の残骸に突っ込んだ。下り待避線と上り待避線に停車中だった貨物列車も巻き込んだ。6時53分にティンズリーは、グレトナ・ジャンクションとカークパトリックの双方の信号扱所に対して「危害あり」の緊急電鈴を送り、事故の発生を知らせてすべての列車の運行を停止させた。

### 火災

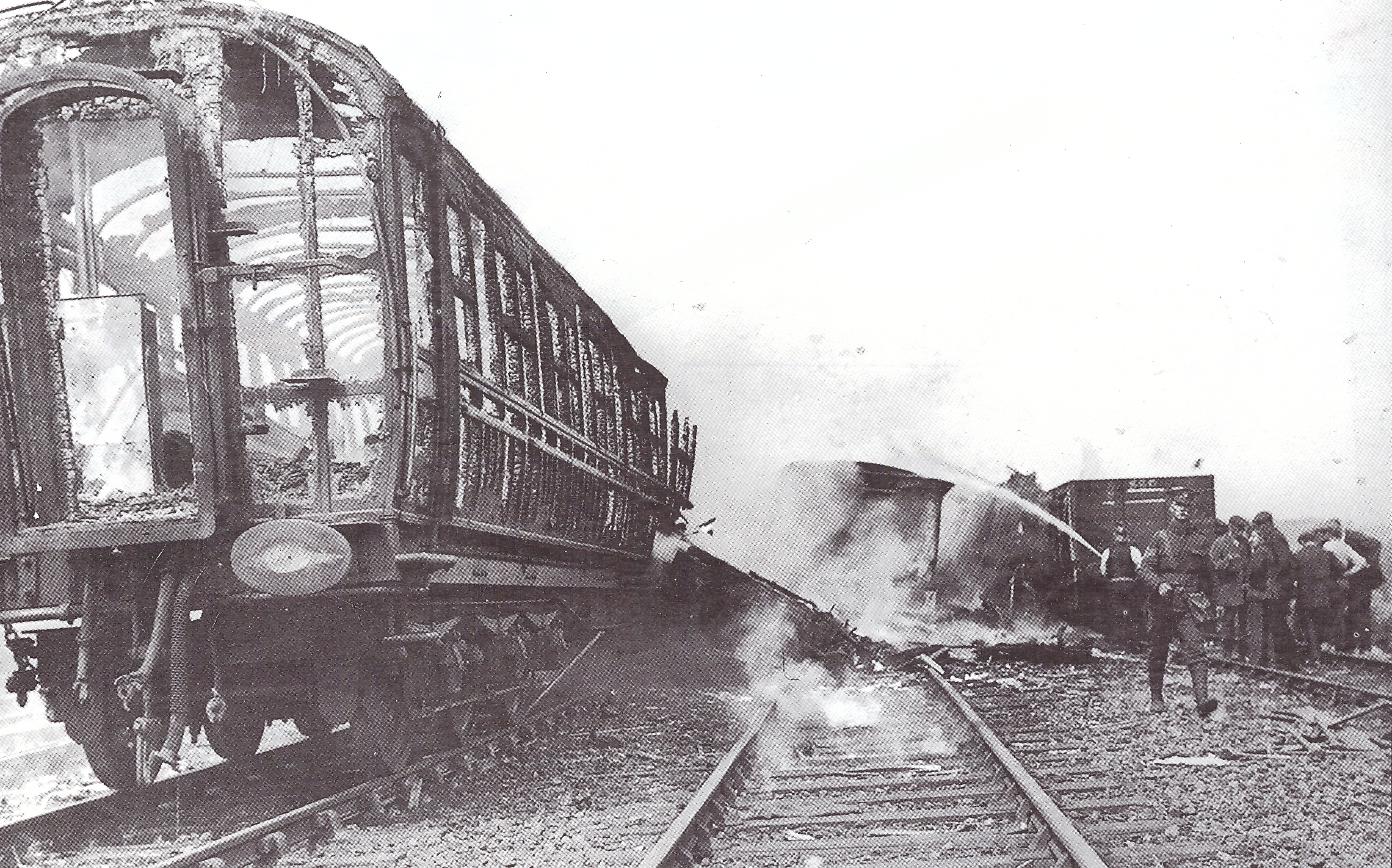
事故現場に焼け残った客車

2回の衝突により、兵員輸送列車に乗っていた多くの兵士たちが死亡した。しかし続けて起きた火災が、事故を一層悲惨なものとした。戦時の膨大な輸送量で客車は不足しており、グレート・セントラル鉄道の時代遅れとなっている客車を使わざるを得なかった。この客車は木製の車体と台枠を備えており、鋼製の客車に比べると衝突時の耐性は無いに等しく、またピンチガス（Pintsch gas、ナフサが原料）を利用したガス照明装置を使っていた。台枠の下に吊り下げられたタンクに照明用のガスが貯蔵されており、このタンクが衝突事故で破裂した。漏れ出したガスが、機関車の石炭を燃やす炎で引火した。ガスタンクはラーバートを出発する前に充填されたばかりであり、消火用の水が不足していたこともあって、鉄道員やカーライル消防隊の消火活動にもかかわらず、鎮火するのは翌朝までかかった。
兵員輸送列車は21両編成で、後部の6両が衝突の衝撃で編成から切り離されて線路上を少し逆戻りしたために焼け残った以外は、すべて燃え尽きてしまった。また急行列車の客車4両と貨物列車の一部の貨車も炎上した。火の勢いは強く、機関車の炭水車に搭載されていた石炭もすべて燃え尽きた。

### 救助活動
初期に救助に駆け付けた中には、グレトナ・グリーンのオールド・ブラックスミス・ショップで世話人を務めていたダンバー夫妻がいた。ダンバー夫人によれば、事故が起きたと最初に聞いた時は、てっきりドイツ軍が攻めてきたものだとすぐに思ったという。ダンバー夫人はカーライルの医師たちに電話を入れて支援を求めた。夫のダンバーは1日中救助活動に当たった。
1985年頃、事故の生存者で最後まで存命だったピーター・ストッダートに対し、マイケル・シムキンズがウィズビーチ市でインタビューを行った。シムキンズはその時のことを2001年にガーディアン紙に寄稿している。「炎上する客車に閉じ込められた兵士たちを射殺して回った士官がいたという噂を聞いたことがあったので、事実かと尋ねたところ、彼は次のように答えた。『それは本当だ。私も見た。撃っていたのはスコットランド人の紳士で、後に大金持ちになった人物だ。だが彼はそうせねばならなかったのだ』、そしていくらか忍び笑いをしながら付け加えた。『本当は他にもう1人か2人生存者がいたが、現場から姿を消した。軍から脱走する好機と捉えた訳だ』」。
2015年5月16日にBBCは、かつてロイヤル・スコッツ連隊に勤務していた退役陸軍士官であるロバート・ワトソン大佐が、兵士たちの中にはおそらく安楽死の目的で射殺されたものがいると信じていると述べた、と報じた。BBCは、主張されているような射殺行為があったと証明する記録は陸軍にはないが、「事故当時報道された多くの記事が、業火の中で生きながら焼かれるという事態が迫る中、閉じ込められた兵士たちの中に自殺を図ったり、士官に射殺されたりしたものがいたと示唆している」とした。大佐の発言は、事故の百周年を記念してBBCスコットランドが制作したドキュメンタリー「キンティンスヒル: イギリス史上で死者最大の鉄道事故」のために録画されたものだった。ドキュメンタリーの制作者に対して彼は、「助けられたものは全員を助け出した。炎上する客車の下から救出するために四肢を切断しなければならなかった者も多かった。しかしもちろん多くのものは、救出できない場所に閉じ込められていたり、火炎に邪魔されて近付けなかったりした。そしてもちろん、兵士たちが撃たれたり、自殺を図ったりしたという話を聞いた。このことが公式に記録されたことはない。私の個人的な考えとしては、同情から安楽死を行おうとした行為は、おそらく実際に起きたことだろうと思う。ここに座って、あの朝がどんな様子であったかを理解するのはほとんど不可能だ」と述べた。しかしBBCによると、ワトソン大佐のインタビュー録画の中でこの部分について放送予定はないという。
アーンショーによれば「炎上する客車の中に大勢が取り残された。負傷して、脱出する望みのない者たちは、救助者に対して自分を撃つように懇願した。銃声に加えて、火災の熱で荷物車に積まれていた小火器やライフルの実包が暴発し始めて、現場の状況を異様なものとした」

## その後
5月24日には、この事故はイギリスで死者がもっとも多い鉄道事故だと新聞が報じていた。当初の推計では158人が死亡、200人以上が負傷したとしていた。犠牲者の遺体は当初は野原に1列に並べて置かれ、白いシートで覆われていた。後に近くの農場か、グレトナ・グリーンのホールへと運ばれた。商務庁は工兵隊のE.ドルイト中佐を事故調査の指揮者に任命した。国王のジョージ5世は、カレドニアン鉄道の責任者ドナルド・マシーソンに電報を送り、事故に同情を示し、負傷した者たちの回復状況について随時知らせるように依頼した。5月23日にはエディンバラのアッシャー・ホールで、新たな大隊を編成するための募兵大会が行われた。キンティンスヒル信号場を通る区間は5月25日に運転が再開されたが、すべての残骸が片づけられたわけではなかった。急行列車の2両の機関車は、塗装がすべて焼け落ちた状態で側線に止められていた。

## 犠牲者

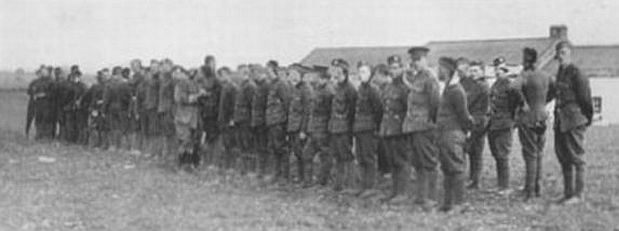
ロイヤル・スコッツ連隊第1/7大隊生存者の事故後の点呼

犠牲者の大半はロイヤル・スコッツ連隊の兵士たちで、兵員一覧表も火災で失われてしまったために、正確な犠牲者数を確定することができなかった。ドルイト中佐の公式報告によれば、兵員輸送列車での推定死者数は合計215人、負傷者数は191人であった。兵員輸送列車に乗っていたロイヤル・スコッツ連隊第7大隊の500人の兵士たちのうち、当日16時の点呼の際に現場にいたのは、58人の兵士と7人の士官だけであった。合計で226人が死亡し、246人が負傷した。兵員輸送列車の機関士と機関助士も最初の衝突で死亡した。機関士のスコットと機関助士のハンナンは、過去にロイヤルトレインの運転も担当したことがある乗務員であった。
二重衝突に加えて火災が起きたことを考えれば、兵員輸送列車以外の列車での犠牲者は少なかった。普通列車では2人の乗客が死亡し重傷者は無く、急行列車では7人の乗客が死亡し、51人の乗客と3人の乗務員が重傷を負った。

### 葬儀

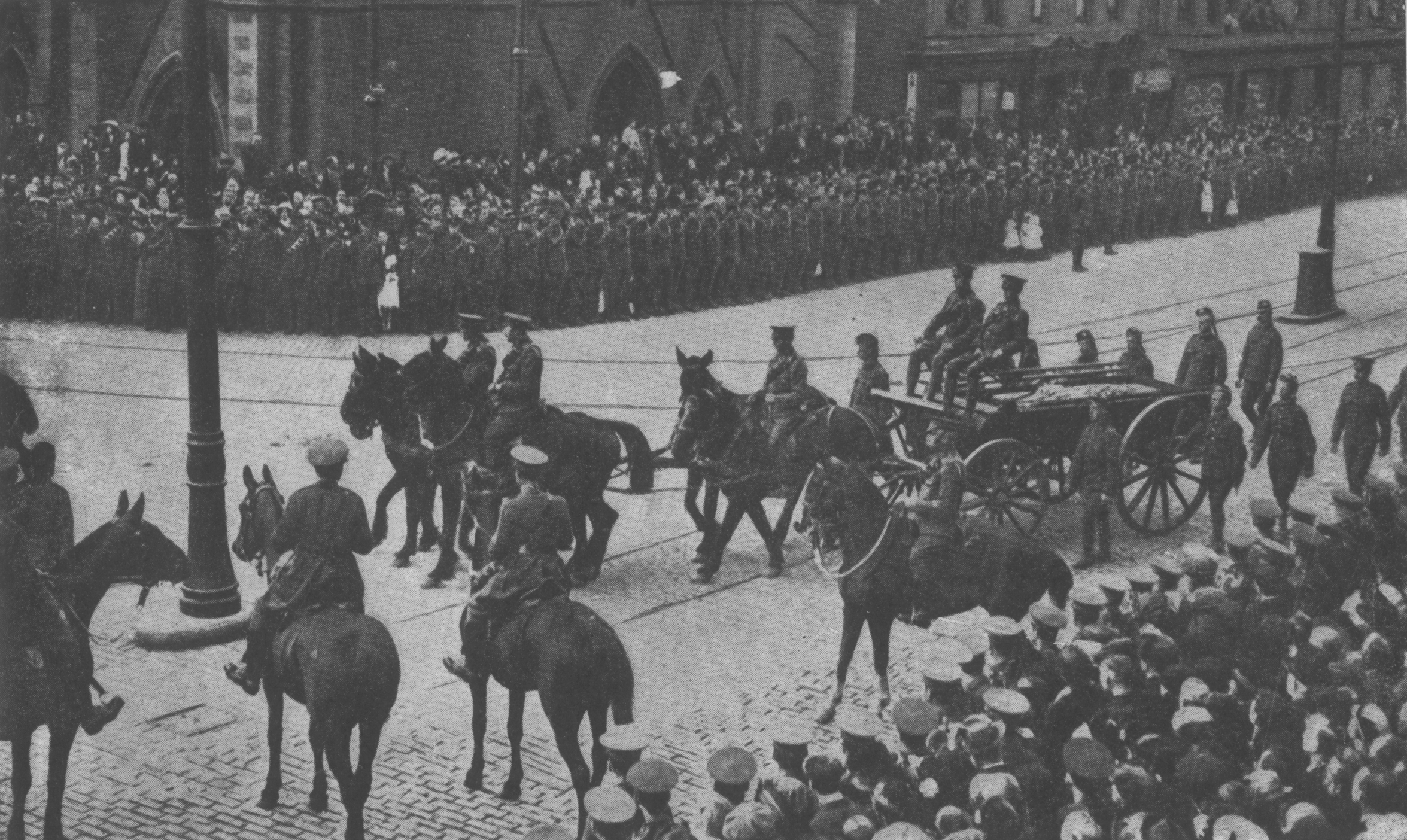
墓地へ向かう葬送行列がピルリグ教会の前を通過する

一部の遺体は火災で燃え尽きてしまって回収することができず、ロイヤル・スコッツ連隊の兵士たちの遺体は5月24日にリースに戻された後、エディンバラのローズバンク墓地で集団埋葬された。棺は3列に並べられ、一番前の列はイギリスの国旗で覆われた。一般人は墓地から退去させられたが、近くの軍病院で回復中だった50人の負傷兵たちは参加を許された。式典は3時間にわたって行われ、その最後には弔砲が撃たれ、葬送ラッパが演奏された。
ロイヤル・スコッツ連隊第15大隊・第16大隊、および編成されたばかりで訓練中であったエディンバラの「友達大隊」（キッチナー陸軍で、友達や職場の同僚で編成された大隊）が遺体を護送した。葬列が完了するまで4時間かかった。死亡した兵士たちの記念碑がローズバンク墓地に1916年に建てられた。
兵士たちの遺体は、83体が身元確認され、82体は回収できたが身元確認できず、50体は回収できず、合計で215人となったが、後に陸軍は214人に訂正した。兵士たちは軍葬の礼によって埋葬された。
棺の中には、子供のものと思われる身元不明の遺体が4体収められていた。1つの棺には、単に「幼い少女、身元不明」と記され、もう1つの棺には「3体の胴体、おそらく子供」と記された。子供が行方不明になっているという報告はなかったため、鉄道会社ではこれらの遺体をグラスゴーへ運んで身元確認に回したが、心当たりがあると名乗り出るものはなかった。4人はグラスゴーの西部ネクロポリスに5月26日に埋葬された。兵員輸送列車の機関車の乗務員たちはカーライル出身で、彼らもまた5月26日にスタンウィックス墓地に埋葬された。

### 生存者
ロイヤル・スコッツ連隊の生存した士官や兵士たちは5月22日夕方にカーライルへ送られた。翌朝、列車に乗ってリヴァプールに向かったが、到着後医学的な検査を受けた。兵士たち全員と士官1人が海外での軍務に耐えないと宣告され、エディンバラに送り返された。エディンバラ・ウィークリーが報じたところによれば、彼らが港から駅へ戻る様子は捕虜であると勘違いされ、子供たちに石を投げられたという。

## 機関車
事故に直接巻き込まれた3本の旅客列車は、急行列車が重連運転であったことから、合計4両の蒸気機関車が牽引していた。4両ともカレドニアン鉄道向けに設計・製作されたものであった。最初の衝突（兵員輸送列車が普通列車に衝突）で正面衝突した2両の機関車は、車籍抹消されて解体された。普通列車の機関車は、車軸配置4-6-0のカレドニアン鉄道49型・903型蒸気機関車の907号機であった。また兵員輸送列車の機関車は車軸配置4-4-0のカレドニアン鉄道721型蒸気機関車の121号機であった。1分ほど後に最初の衝突事故の残骸に突っ込んだ急行列車の2両の機関車は、後に修理されて運用に復帰した。これらは721型（ダナルステアIV型）の140号機および48号機（どちらも車軸配置4-4-0）であった。

## 事故調査

### 規則違反
衝突に至る一連の出来事は、鉄道の規則に違反するところが複数点あり、後に2人の信号扱い手が訴追される要因となった。

#### 勤務交代手順
朝6時の勤務交代に際して、カーライル発の普通列車がキンティンスヒルで待避する予定になっているときは、交代する早番の信号扱い手がグレトナ駅からキンティンスヒル信号場まで歩かなくて済むように、この普通列車に乗ってやってきて、規定よりも遅い時刻に勤務交代するという非公式の取り決めを信号扱い手の間で結んでいた。グレトナ駅で勤務している信号扱い手も、キンティンスヒルの早番の信号扱い手に列車の運行予定を伝達していた。この不正な取り扱いが管理者に発覚しないよう、夜勤の信号扱い手は6時以降の列車の運行を、正規の運行記録簿ではなく別の紙片に記録していた。早番の信号扱い手が到着すると、この紙片から運行記録簿に記録を書き写すことで、あたかも正規の時刻に勤務交代が行われたかのように装っていた。

#### 信号取扱の誤り
普通列車を上り（南行）の本線に転線させた直後、信号の取り扱いに2点の誤りが発生した。まず、6時34分に石炭車の貨物列車が到着して「列車が区間から出た」という信号をカークパトリックの信号扱所に送った後に、本来は送っておくべきであった「再び区間に列車が入った」という信号が送られなかった。この信号を送れば、本線に列車が存在していることをカークパトリック信号扱所に通知して、キンティンスヒルに向かってこれ以上の列車を送り出さなくなるはずであった。2点目に、キンティンスヒルの信号扱い手は、本線に列車を転線させた際には、関連する信号扱いてこの動きを制約する器具を取り付けておくべきであった。これを取り付けておけば、信号機を進行現示にすることができなくなり、カークパトリックから次の列車を送り出すこともできなくなるはずだった。こうした取り扱いの誤りが重なって、南行の兵員輸送列車を、既に普通列車が在線している線路に走らせてしまい、6時49分の衝突につながった。

#### 規定55
これらの2点の信号取扱の誤りに加えて、こうした誤りを防ぐために用意されていた重要な予防措置がこの日は実行されなかった。規定55である。この規定によれば、本線上に3分間以上停車した列車は、乗務員を信号扱所に派遣して、信号扱い手に列車の存在を注意し、信号扱いてこの拘束器具が正しく取り扱われているかなど、本線上の列車を防護するすべての措置が適切に実施されていることを確認した上で、運行記録簿に署名することになっていた。
普通列車は3分間以上停車していたので、機関助士のジョージ・ハッチンソンが信号扱所に向かった。しかし信号扱い手のティンズリーは紙片から運行記録簿に記録を書き写す作業に集中していたため、規定に反してハッチンソンは、ティンズリーに列車の位置を確認することも、信号扱いてこの拘束器具の確認をすることもなく、背後を振り返りもしないティンズリーが肩越しに渡したペンを使って運行記録簿に署名してきただけであった。

#### 無関係の人の存在
信号扱所に2人の車掌が来ていたことも規定違反であり、ティンズリーやミーキンが職務に集中するのを妨げた可能性がある。

### 商務庁調査
事故に関する初の公式調査は、5月25日にカーライルのカウンティ・ホールで行われた。商務庁を代表して、鉄道検査官のE. ドルイト中佐が調査を指揮した。ドルイト中佐はこの時点で、既に事故現場を訪問してしばらく調査し、さらにカーライルでもミーキンやティンズリーを含む証人たちに質問を行っていた。2人とも、規定に反した取り扱いや自分たちのだらしのない勤務について、正直に話した。ドルイト中佐は1915年6月17日に商務庁に報告を提出し、ミーキンとティンズリーに責任があるとした。
これゆえ、この悲惨な衝突事故は、信号扱い手の規律の欠如によるものである。まず、承認された時刻以外に勤務交代を行い、結果としてティンズリーが列車運行記録簿に記録を書き写す作業に集中して、本来の適切な業務から注意をそらすことになった。2点目に、ミーキンは勤務の引き継ぎを極めてずさんな方法で行った。そして3点目に、信号扱い手が列車の存在を忘却しても、事故の発生を防げるように、特別に考えられたいくつかの規則を実行することを怠っていた。
ドルイトはまた、規定55を適切に実行しなかった機関助士のハッチンソン、そしてミーキンとティンズリーが行っていた不適切な勤務交代に気付けなかったグレトナ駅の駅長アレクサンダー・ソーバーンも批判した。
ドルイトはさらに、下り待避線に停車中の貨物列車の貨車が燃えたことから、たとえ衝突した各列車が電灯で照明されていたとしても、なお火災は発生しただろうとした。そして、キンティンスヒルに軌道回路が導入されていれば、継電連動装置の働きによりティンズリーが誤って信号扱いてこを引くことができなくなるので、事故は防げていただろうと結論付けたが、キンティンスヒル信号場は単純な線路の配置に加えて見通しも良かったことから、軌道回路導入の優先順位は低かった。

### イングランドでの検視官の調査
事故が起きたのはスコットランドであったが、一部の負傷者はその後、適用される法律が異なるイングランド側に運ばれてから死亡したため、法的な位置づけが複雑なものとなった。スコットランドでは、検察官が死亡者を調査し、もしその死に対して誰かに責任があると判断すれば、逮捕を命じて過失致死で起訴する。イングランドでは、検視官が死亡者を調査し、死因審問で死亡が過失によるものであるとされた場合、検視官が容疑者を過失致死で起訴することができる。カーライル担当の検視官、T.S.ストロングは、内務省に指示を求め、イングランドで死亡した被害者については、通常通り調査を行うように指示された。調査は5月25日に開始されたがそれからまもなく、ドルイト中佐の調査が完了する6月23日まで休止された。ティンズリー、ミーキン、ハッチンソンなどから2日に渡る聴取を終えて、ストロングは19人で構成される陪審に対して証拠をまとめた。彼は、ミーキンかティンズリーが、(a) 線路が再び列車に占有されたことを通知する (b) 信号扱いてこの固定器具を装着する (c) 正しく列車運行記録簿を付ける、のいずれかの規定を守っていれば、停車中の列車を見落とさなかっただろうと強調した。彼はまとめでこのように結論付けた。
陪審の皆さんの審議の結果として、関わった鉄道員のいずれかが規定や安全上の措置を破っていた、言葉を変えれば、彼らには怠慢があったと判断した場合、さらにみなさんが決定しなければならないことがある。
このような怠慢は、周囲のすべての状況を考慮に入れて、非難に値する怠慢、言葉を変えれば重大な怠慢と言えるであろうか?
もしそうであれば、これは過失致死である。
陪審は退室し、1時間後に戻ってきて、ティンズリー、ミーキン、ハッチンソンの重大な怠慢のために、今回の審問の対象である27人が死亡したとする評決を出した。このため検視官は、3人を次に開催されるカンバーランドの巡回裁判に過失致死の容疑で送った。3人とも保釈を認められた。
3人を弁護していた弁護士は、本件で問われている容疑はスコットランドで発生したものだとして、彼らを巡回裁判にかけるのは検視官の管轄範囲外であると抗議した。検視官は、内務省から通常の調査を進めるように指示されたものであると述べた。1915年5月29日にスコットランド当局がティンズリーを逮捕し、過失致死で起訴していたため、このイングランドでの評決により、彼の立場は異例のものとなった。ティンズリーは、同じ事件でイングランドでもスコットランドでも過失致死に問われることになったのである。イングランドとスコットランドの法務担当官の間で議論が行われた結果、3人に対する裁判はスコットランドで行われることになった。
3人は、イギリスを構成するカントリー2か所（イングランドとスコットランド）で同じ事件で起訴された初めての人物となった。

### ティンズリー・ミーキン・ハッチンソンの裁判
3人に対する裁判は、エディンバラの高等法院で1915年9月24日に始まった。最高刑事裁判所長官のアレクサンダー・ユーア（ストラスクライド卿）が裁判を主宰し、法務総裁のロバート・マンローが3人を起訴し、弁護はコンディー・サンデマンが担当した。ティンズリー、ミーキン、ハッチンソンの3人はいずれも、過失致死の容疑を否認し、義務に違反したことはないと主張した。裁判は1日半続き、起訴手続きが罪状を明らかにしたのち、サンデマンは裁判長に対して、ハッチンソンに責任がある罪状が無いと主張した。裁判長はこの主張を受け入れ、陪審員は裁判の結論としてハッチンソンに対して無罪を下すように指示された。サンデマンはミーキンとティンズリーに対しては証人を呼ばなかったが、陪審員たちに対して、2人の怠慢は犯罪に値するほどのものではなく、単にティンズリーが一時的に忘れていただけであると説得を試みた。
サンデマンの主張の後、ストラスクライド卿は陪審に対してまとめを行い、以下のように締めくくった。
この日の朝6時43分、キンティンスヒルの信号扱所にいた被告人たちは、北から来る兵員輸送列車の受け入れを依頼された。彼らは受け入れを承認した。これは、北に対して信号を出し、線路は開通しており兵員輸送列車が安全に走行できることを意味していた。信号が出たまさにその時、信号扱所の職員たちのすぐ目の前で普通列車が停車しており、兵員輸送列車が走ることになる線路を塞いでいた。信号扱所にいた1人は、数分前にこの列車が上り線に転線する際にまさにこの列車から降りてきたところだった。もう1人は、数分前にこの普通列車を下り本線から上り本線に移すように指示した。
これが、あなた方が直面している驚かされるような事実だ。
もしあなたが、この事実関係は2人が誠実かつ正直にその職務を果たしていたことと整合すると説明できるなら、彼らを無罪にしなさい。もし、整合すると説明できないなら、有罪にしなさい。
陪審は評決を検討するために12時40分に退室し、わずか8分後に戻ってきて、指示された通りにハッチンソンに対しては無罪評決を行った。しかしティンズリーとミーキンに対しては、起訴された件について有罪とした。2人の情状酌量の余地について聴取を行った後、ストラスクライド卿はティンズリーに対して懲役3年、ミーキンについて禁錮18か月を言い渡した。

### スコットランドでの重大事故調査
この事故に関する最終的な法的な調査は、兵員輸送列車の乗務員が死亡したことに関して1895年重大事故調査法（スコットランド）に基づき1915年11月4日にダンフリースで実施された。カンピオン長官が主導して調査を行い、ミーキンとティンズリーが規則を守っていたら事故は起こらなかったであろうという、イングランド側で行われた調査および裁判と同じ結論に達した。

## 裁判後
ミーキンとティンズリーは、刑務所から1916年12月15日に釈放された。釈放後、ティンズリーはすぐにカレドニアン鉄道に灯火手として復職した。彼は1967年に亡くなった。ミーキンも貨物列車の車掌としてカレドニアン鉄道に復職した。数年後、余剰人員となって退職し、石炭の商売をする事業を立ち上げ、事故が起きたまさに現場であるキンティンスヒルの待避線から出荷していた。第二次世界大戦中はグレトナの弾薬工場で働き、後に健康を害して退職した。彼は1953年に亡くなった。
この2人は、その職務に関して事故を引き起こしたとして訴追された信号扱い手として、最初でも最後でもない。1892年のサースク鉄道事故ではジェームズ・ホームズが過失致死に問われたが、無罪となった。1967年のコニントン・サウス鉄道事故では、信号扱い手のフロストの業務が事故につながったとして2年収監された。

## 2015年のBBCの再検証
英国放送協会 (BBC) が制作し、2015年5月20日に放送されたドキュメンタリー、「キンティンスヒル: イギリス史上で死者最大の鉄道事故」では、現代の鉄道事故調査の観点からこの事故を再検証した。番組では、2人の信号扱い手は事故に関してスケープゴートにされたと主張し、事故の責任はカレドニアン鉄道と政府（戦時に際して鉄道を運営していた）にあるとした。さらに、判決後に2人とも復職している事実に触れ、会社と2人の間で事故の責任に関して何らかの謀議があった可能性を示唆した。
鉄道会社の、自社の規則に対する態度についても批判した。番組では、規則が文字通りにいつも守られているわけではないと知っていたはずだと主張し、勤務交代を規定より遅い時刻にのんびりやっていた習慣は、少なくとも直属の管理者は知っていたはずだとした。また、信号扱いてこの固定器具を使うのは、カレドニアン鉄道全体で適用されていたことではないとし、信号扱い手が器具を使うことを期待するのは非現実的だとした（まさにこの理由で、信号扱いてこの固定器具を採用していなかった会社があったことにも触れた）。また、戦時の膨大な輸送量になっているにもかかわらず、利益を維持しようとして平時の列車も運行し続けようとした会社の態度も問題だとしている。これにより信号扱い手には運行を維持するためにプレッシャーがかかっており、また臨時列車を待避させるために待避線を使っていなければ、普通列車が本線上で待避することもなかっただろうとしている。さらに、鉄道会社も政府も、兵員輸送列車に古い木造客車を使用したことを批判し、既にこうした客車の安全性が低いことは知られており、廃車されていく途上だったのであり、戦時という環境を考慮しても正当化できないリスクだったとした。
さらにティンズリーの責任を軽減することに、彼はてんかんの症状に苦しんでいた可能性があるとし、これが短期記憶に影響して、待避中の普通列車のことを忘れてしまった理由を説明できると主張した。

## 記念碑
ローズバンク墓地に記念碑があり、また当初兵士たちが出発したラーバート駅にも記念の銘板がある。西部戦線協会によって2つの記念碑が建てられており、最初のものは事故現場から0.5マイル（約800メートル）ほど南に離れた場所に1995年に建てられた。2つ目は、事故現場の西のブラックサイク橋にあるもので、2010年9月に公開された。身元不明の子供たちに対する記念碑も、グラスゴーの西部ネクロポリスに2011年に建てられた。事故で無くなったC.H.E.ヘッド少佐の記念碑もハンポシャー・ポートシーのセント・アンズ教会にある。
エディンバラのロード・プロヴォスト（市長）とロイヤル・スコッツ協会が参列する毎年の追悼礼拝が、ローズバンク墓地で開催される。2015年5月22日には、事故100周年の礼拝がグレトナで開催され、続いて5月23日にローズバンク墓地でも行われた。スコットランド政府首相のニコラ・スタージョンとイギリス王女のアンが参列した。
|  |  |  |

2015年5月22日、ダービーシャーからきた鐘を鳴らす人たちが、追悼のクオーターピール（鐘の鳴らし方）を鳴らし、新たな鳴らし方に「キンティンスヒル」と名付けた。

## 同様の事故
1910年に発生したホーズ・ジャンクション鉄道事故も、忙しい信号扱い手が本線上の列車を忘れてしまったことが関わっている。同様に、1934年のウィンウィック鉄道事故でも、過労の信号扱い手が担当区間にいる列車を忘れてしまい、後輩に誤解させられて起きたものだった。